# Озерянка (Новосибирская область)
Озерянка — посёлок в Карасукском районе Новосибирской области. Входит в состав Калиновского сельсовета.

## География
Площадь посёлка — 32 гектара

## История
Основан в 1925 году. В 1928 г. выселок Ново-Озырянка состоял из 34 хозяйств, основное население — украинцы. Входил в состав Хорошевского сельсовета Ново-Алексеевского района Славгородского округа Сибирского края.

## Население
| 2002 | 2007 | 2010 |
| ---- | ---- | ---- |
| 37   | ↘16  | ↘13  |

## Инфраструктура
В посёлке по данным на 2007 год отсутствует социальная инфраструктура.